# Marcos de Faria Cardoso
Marcos de Faria Cardoso (São Paulo, 6 de dezembro de 1975) é um esgrimista brasileiro, que defendeu o Brasil em três Jogos Pan-Americanos.
Marcos começou no esporte aos oito anos, no Clube Atlético Paulistano, mas transferiu-se depois de adulto para o Esporte Clube Pinheiros. Durante boa parte de sua carreira, disputou torneios de florete, mas, antes dos Jogos Pan-Americanos de 2007, decidiu trocar de arma, passando para o sabre, com que competiu no Rio de Janeiro. Ficou em 20.º lugar na competição individual e em sétimo lugar na competição por equipes, ao lado de Renzo Agresta e Rhaoni Ruckheim.
Além dos Jogos de 2007, participou ainda dos de 2003, em São Domingos (República Dominicana), e do de 1999, em Winnipeg (Canadá). Sua melhor participação foi em São Domingos, quando ficou em quarto lugar na competição por equipes, ao lado de João Souza, Heitor Shimbo e Fernando Scavasin, e a uma vitória do bronze no individual. Outra medalha importante que conquistou defendendo o Brasil foi o ouro no florete por equipes nos Jogos Sul-Americanos em 1998. Na edição de 2002 dessa competição, Marcos ficou com a prata no florete individual.
No Brasil, ganhou mais de 15 provas nacionais seguidas, além de várias etapas do Circuito Brasil Olímpico, sendo que ficou invicto por dois anos e meio em torneios nacionais entre 2001 e 2003, quando também liderou ininterruptamente o ranking nacional de florete. Em 2007, anunciou que abandonaria o sabre, voltando a competir com o florete. Em sua última competição com a arma, venceu o Campeonato Brasileiro Livre 2007 e fechou o mesmo ano como líder do ranking nacional no sabre.
No ano seguinte, não se classificou para as Olimpíadas de 2008, mas comentou para a Rede Globo a participação dos brasileiros nas provas de esgrima da competição.